# Beni Mered
Pour les articles homonymes, voir Merad (homonymie).
Beni Mered, ou Beni Merad (en arabe : بني مراد, tamazight de l'Atlas blidéen : Ayt Merad, tifinagh : ⴰⵢⵜ ⵎⴻⵔⴰⴷ), est une commune de la wilaya de Blida en Algérie.

## Géographie

### Localisation
La commune de Beni Mered est située au centre de la wilaya de Blida, à environ 5 km au nord-est de Blida et à environ 40 km au sud-ouest d'Alger et à environ 30 km au nord-est de Médéa
| Beni Tamou | Benkhelil   | Boufarik    |
| Beni Tamou | Beni Mered  | Guerouaou   |
| Blida      | Ouled Yaïch | Ouled Yaïch |

### Localités de la commune
Lors du découpage administratif de 1984, la commune de Beni Mered est constituée à partir des localités suivantes :
- Beni Mered
- Cité Diar El Bahri
- Cité musulmane
- Cité nouvelle
- Cité Beriane
- Khazrouna
- Domaine agricole Tergaoui Mohamed
- Domaine agricole Gouissa Ahmed n° 117
- Domaine agricole Si Benyoucef n° 116
- Domaine agricole El Aïchi Ahmed
- Bedaoui

## Histoire
Créé le 16 janvier 1843, agrandi le 15 décembre 1845, à 7 kil. de Blida, à mi-route de Boufarik.

## Évolution démographique
| 1884 | 1892 | 1897 | 1902 | 1954  | 1987  | 1998   | 2008   |
| ---- | ---- | ---- | ---- | ----- | ----- | ------ | ------ |
| 516  | 552  | 527  | 591  | 1 000 | 5 700 | 18 800 | 34 860 |

## Monuments
La commune de Béni-Mered est le lieu du combat durant lequel le sergent Blandan a été grièvement blessé avant de succomber à ses blessures quelques jours plus tard. Ainsi, un monument aux morts a été érigé en hommage à ce combat du 11 avril 1842 et aux hommes du 26ème régiment d'infanterie. Ce dernier était un obélisque de 22 mètres de haut disposé sur une base en fontaine dont la colonne a été démolie en 1962 puisqu'elle avait été endommagée par la foudre. 
Ce monument portait les inscriptions suivantes:
- Sur la face Nord, orientée vers Alger et vers le lieu du combat : "Aux 22 braves de Béni-Mered" et le nom des soldats
- Sur la face Sud : "Combat du 11 avril 1842" et "22 soldats du 26ème de ligne et du 1er chasseur d’Afrique commandé par le sergent Blandan tué à leur tête, enveloppés en rase campagne par un parti ennemi six fois supérieur en nombre lui résista héroïquement."
- Sur la face Est : "Bire, Gérard, Estal, Marchand, Mosson, restés seuls debout, ont couvert les corps de leurs frères d’armes. Ordre général de l’armée d’Afrique du 14 avril 1842."
- Sur la face Ouest : "A la mémoire de leur glorieux fait d’armes ce monument a été dédié par l’admiration de la France. Sous le règne de Louis-Philippe Roi des Français. Le Maréchal Bugeaud que d’Isly étant Gouverneur Général."